# Gustav Theodor Fechner
Gustav Theodor Fechner (Groß Särchen bij Bad Muskau, 19 april 1801 – Leipzig, 28 november 1887) was een Duits experimenteel psycholoog. Hij was een pionier in de experimentele psychologie en een grondlegger van het psychofysische onderzoek. Hij inspireerde veel 20e-eeuwse wetenschappers, onder wie Gerard Heymans, Ernst Mach, Wilhelm Wundt en Granville Stanley Hall.

## Biografie
Fechner werd geboren in Groß Särchen in de buurt van Bad Muskau. Zijn vader werkte daar als predikant. Fechner studeerde in Sorau, Dresden en aan de universiteit van Leipzig. In Leipzig bleef hij de rest van zijn leven wonen. In 1834 werd hij hoogleraar natuurkunde. Een oogziekte (opgelopen door zijn onderzoek naar kleur en perceptie) zorgde ervoor dat hij zijn ontslag nam. Na zijn herstel richtte hij zijn wetenschappelijke interesse op de menselijke geest en de relatie met het lichaam.

## Wet van Weber-Fechner
Fechners belangrijkste werk was het boek Elemente der Psychophysik uit 1860. In het boek start hij met Spinoza's gedachte dat fysieke feiten en de perceptie van deze feiten, hoewel niet tot elkaar reduceerbaar, twee aspecten zijn van één realiteit. Fechners ontdekking bestaat eruit dat hij, voortbouwend op het werk van Ernst Heinrich Weber, een mathematisch verband tussen deze twee feiten formuleerde. Het verband dat Fechner ontdekte is later bekend geworden als de wet van Weber-Fechner en is als volgt te omschrijven:

De sensatie is evenredig met de logaritme van de prikkel
De wet is onder andere toepasbaar op de perceptie van gewicht (massa).
Bij proefpersonen bleek een gewichtstoename van 1 kilo bovenop 10 kilo net zo veel zwaarder als een gewichtstoename van 10 kilo bij 100 kilo. Wanneer een geblindeerde proefpersoon een massa van 1 kilo moest vergelijken met een massa van 1 kg + een paar gram werd er geen verschil waargenomen. Pas vanaf een bepaald verschil wordt er een toename van de massa waargenomen. Dit noodzakelijke verschil is echter niet altijd hetzelfde (bijvoorbeeld 50 gram). Wanneer de basismassa verdubbelt, wordt de drempel waarboven het verschil wordt opgemerkt ook verdubbeld. Deze relatie wordt beschreven in de volgende formule:
{\displaystyle dp=k{\frac {dS}{S}}}
De algemene mathematische formulering voor de wet van Weber-Fechner is:
{\displaystyle p=k\ln {\frac {S}{S_{0}}}}

## Invloed in Nederland
Gerard Heymans, van 1890 tot 1927 hoogleraar wijsbegeerte en psychologie aan de Rijksuniversiteit Groningen werd in belangrijke mate beïnvloed door Fechners monisme.

In 1978 werd het werk van Fechner opnieuw actueel. Toen in Nederland (in 1978) voor het eerst sprake was van de invoering van een vijfguldenstuk, stuurde een aantal psychologen een rapport naar de regering waarin werd gewezen op de betekenis van het werk van Weber en Fechner voor de numismatiek. De psychologen, onder leiding van de hoogleraren Willem Albert Wagenaar en Piet Vroon, hadden proeven gedaan met de ’kleine’ rijksdaalder die tien jaar eerder was uitgebracht. Getuige de klachten en de plakkertjes verwarde men de nieuwe rijksdaalder gemakkelijk met de gulden. De gulden is 25 millimeter in doorsnee, de oude rijksdaalder was 33 millimeter en de nieuwe 29 millimeter. De oude rijksdaalder was dertig procent groter dan de gulden, en dat is blijkbaar voldoende voor het onderscheid. De vier millimeter verschil tussen gulden en nieuwe rijksdaalder komt neer op elf procent en dat bleek te weinig.

## Publicaties
Fechner schreef onder meer de volgende boeken:
- Das Büchlein vom Leben nach dem Tod (1836; 5e ed., 1903). Vertaald in het Nederlands, Het boekje over het bewustzijn na de dood (2013)
- Nanna, oder über das Seelenleben der Pflanzen (1848; 3e ed., 1903)
- Zendavesta, oder über die Dinge des Himmels und des Jenseits (1851; 2e ed. Lasswitz, 1901)
- Über die physikalische und philosophische Atomenlehre (1853; 2e ed., 1864)
- Elemente der Psychophysik (1860; 2e ed, 1889)
- Über die Seelenfrage. Ein Gang durch die sichtbare Welt um die unsichtbare zu finden (1861)
- Vorschule der Ästhetik (1876; 2e ed., 1898)
- Die Tagesansicht gegenüber der Nachtansicht (1879)

Daarnaast publiceerde hij op het gebied van de chemie en natuurkunde. Opvallend zijn verder ook zijn gedichten en humoristische stukken, zoals de Vergleichende Anatomie der Engel (1825), geschreven onder het pseudoniem "Dr. Mises".